# 武武盧島

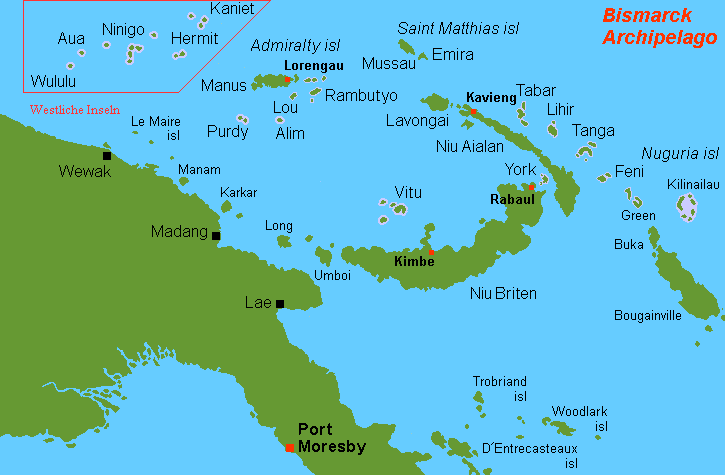
武武盧島在俾斯麥群島的位置（圖左上）

武武盧島是巴布亞新畿內亞馬努斯省的島嶼，位於太平洋海域，距離馬努斯島416公里，屬於俾斯麥群島的一部分，長7.2公里、寬4公里，面積14平方公里，最高點海拔高度3米，2000年人口1,288。

## 外部連結
- History of the Western Islands（页面存档备份，存于）
- Bowl, 19th–early 20th century Wuvulu Island （页面存档备份，存于）
- Area maps （页面存档备份，存于）

01°43′00″S 142°50′00″E / 1.71667°S 142.83333°E